# 类乌齐镇
类乌齐镇，是中华人民共和国西藏自治区昌都市类乌齐县下辖的一个乡镇级行政单位。

## 行政区划
类乌齐镇下辖以下地区：
觉恩村、尼扎村、金达卡村、达龙村、宗龙村、君达村、扎日村、孟达村、香迁村、扎沙村和新然村。